# Никлас граф фон Залм
Никлас граф фон Залм Стари (на немски: Niklas Graf Salm der Ältere; Nikolaus I von Salm und Neuburg; * 1459, Виелсалм/Долен Залм, Белгия; † 4 май 1530, Салмхоф, община Мархег, Долна Австрия) е военен командир (генерал) през Ренесанса. Най-големият му успех е защитата на императорската столица Виена против турската обсада през 1529 г.

## Живот
Той е най-малкият син на Йохан V (1431 – 1485), граф на Залм, и съпругата му Маргарета фон Зирк (1437 – 1520).
На 17 години Никлас участва през 1476 г. в битката при Муртен против Шарл Дръзки от Бургундия. През 1488 г. участва в боевете във Фландрия и след три години е най-главен императорски генерал.
Никлас е женен от 18 юни 1502 г. за Елизабет фон Рогендорф († сл. 28 септември 1550), дъщеря на Каспар фон Рогендорф († 1506), издигнат на фрайхер през 1480, и втората му съпруга Барбара фон Зелкинг. Те имат четирима сина и четири дъщери.
През 1509 г. той се бие под Георг фон Фрундсберг в Италия. Той завладява Истрия. В битката при Павия през 1525 г. Никлас граф Салм участва в залавянето на френския крал Франсоа I. След една година през 1526 г. потушава в Селската война в Тирол въстанието на селяните и завладява Шладминг.
Той е един от командирите в началото на първата австрийска война против турците. През 1529 г. организира успешната защита на Виена по време на първата турска обсада, за което получава Графство Нойбург.
Никлас умира през 1530 г. Той оставя двама сина, Николаус II († 1580), който го наследява като граф на Салм и Нойбург, и Волфганг († 1555), който става княз-епископ на Пасау.
Император Франц Йосиф I включва Никлас граф Залм на 28 февруари 1863 г. в списъка на най-прочутите князе и генерали на Австрия.